# Punta del Sagar
La Punta del Sagar és un cap de la costa de la Marenda del terme comunal de Portvendres, a la comarca del Rosselló (Catalunya del Nord). Està situada a la zona nord del terme de Portvendres, en el mateix Port de Portvendres, al costat oriental, on hi ha el Fortí de Biarra, entre els Tamarius i el Pla de Portvendres.